# Daedalic Entertainment

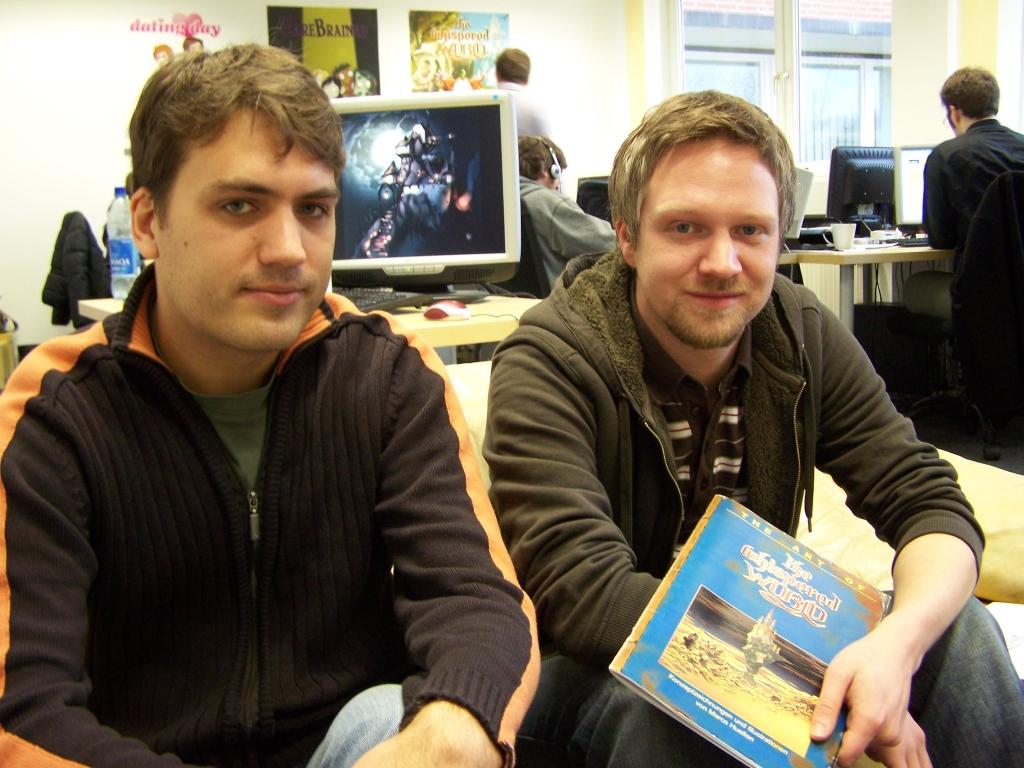
Jan Baumann (links) und Marco Hüllen (rechts) (2007)

Daedalic Entertainment ist ein deutscher Publisher und ehemaliger Computerspielentwickler mit Sitz in Hamburg, der besonders durch seine Adventures Edna bricht aus, The Whispered World und Deponia bekannt wurde. Seit April 2022 gehört Daedalic zum französischen Publisher Nacon. Seit Juli 2023 ist Daedalic nur mehr als Publisher tätig.

## Geschichte
Die Daedalic Entertainment GmbH wurde Anfang 2007 von Carsten Fichtelmann gegründet, der zuvor knapp sechs Jahre beim Hamburger Publisher dtp entertainment als Marketing Director und Leiter des Produktmanagements gearbeitet hatte. Der Name des Unternehmens leitet sich vom mythischen griechischen Erfinder und Künstler Daedalus ab. Schwerpunkt sollten Spiele sein, die einen „starken narrativen Charakter besitzen“.
Der erste Titel, den das zunächst noch kleine Entwicklungsteam am 5. Juni 2008 veröffentlichte, war das düster-humorvolle Adventurespiel Edna bricht aus, das aus einer Diplomarbeit von Creative Director Jan Müller-Michaelis hervorging. Es verkaufte sich sehr gut und erhielt eine Reihe bedeutender Auszeichnungen. Kurz darauf erschien das Spiel zum Film 1½ Ritter – Auf der Suche nach der hinreißenden Herzelinde. Es folgte am 28. August 2009 der Adventure-Titel The Whispered World und am 8. Oktober 2010 erschien mit A New Beginning ein Adventure, das den Klimawandel thematisiert. 2011 erschien eine Fortsetzung zu Edna bricht aus mit dem Titel Harveys neue Augen. Ein Jahr später kam Deponia auf den Markt, ein neues Adventure, das ebenfalls zahlreiche Auszeichnungen erhielt.
Im Mai 2014 gab die deutsche Verlagsgruppe Bastei Lübbe den Erwerb eines Mehrheitsanteils von 51 % an Daedalic bekannt. Bastei Lübbe bezeichnete den Schritt als Teil seiner Wachstumsstrategie zu einem international tätigen, multimedialen Verlagshaus, das seine Marken in allen Bereichen selbst vermarkten kann. Daedalic erhoffte sich im Gegenzug neue Vermarktungsmöglichkeiten seiner bisherigen Spielemarken in den Bereichen Buch, Comic, Audio und Film sowie zusätzliches Kapital zum Ausbau seiner bisherigen Geschäftstätigkeiten, um den Unternehmensumsatz von sechs Millionen Euro im Geschäftsjahr 2013 bis 2015 mehr als zu verdoppeln. Carsten Fichtelmann wurde als alleiniger Geschäftsführer von Daedalic bestätigt. Im Juli 2014 gründete Daedalic Entertainment in Düsseldorf eine Zweigstelle unter dem Namen Daedalic Entertainment Studio West GmbH, deren Schwerpunkt außerhalb des Adventure-Genres liegen sollte.
Im September 2015 reduzierte Bastei Lübbe seinen Anteil an Daedalic auf 48 %, indem sie 3 % an Blue Sky Tech Ventures Limited verkaufte. Die Wirtschaftswoche berichtete im Juli 2016 von Anschuldigungen gegen das Management der Bastei Lübbe, mit fragwürdigen Deals die Bilanz aufpoliert zu haben. Demnach sei der Käufer Blu Ventures wohl nur eine von Bastei Lübbe kontrollierte Londoner Briefkastenfirma.
Ende 2016 kündigte Daedalic an, die Zahl seiner zu diesem Zeitpunkt etwa 150 Mitarbeiter durch Entlassungen und Verzicht auf die Verlängerung befristeter Verträge zu reduzieren. Nachdem er nur Monate zuvor eine „gigantische Releasewelle losbrechen wollte“, bezeichnete Carsten Fichtelmann die Situation nun als „bescheiden und düster“. Die Erlöse pro Titel seien zuletzt bei deutlich gestiegenen Kosten immer mehr zurückgegangen. Bei Bastei Lübbe musste Geschäftsführer Thomas Schierack im September 2017 wegen wiederholter Bilanzfehler und Verlusten seinen Posten räumen, seine Digitalstrategie für den Konzern wurde als gescheitert bezeichnet. Sein Nachfolger Carel Halff kündigte an, sämtliche Aktivitäten des Konzerns auf den Prüfstand zu stellen. Er bescheinigte Daedalic zwar eine „beeindruckende Unternehmensgeschichte“, forderte aber anhaltende Belege dafür, dass sich daraus „für Bastei Lübbe signifikante Vorteile erzielen lassen“. Daedalics aufwändige Romanumsetzung von Die Säulen der Erde konnte die Gewinnerwartungen nach Bericht des Handelsblatts „nicht annähernd“ erfüllen, weshalb Bastei Lübbe im Juni 2018 eine Wertminderung von drei Millionen Euro vornahm. Insgesamt konnte Daedalic jedoch seinen Umsatz unter anderem durch Shadow Tactics: Blades of the Shogun und The Long Journey Home um 40 % auf neun Millionen Euro steigern. Trotz des gesteigerten Umsatzes hat sich in Folge der ausbleibenden Gewinne in den Jahren 2017 und 2018 die Produktionsbelegschaft durch Entlassungen und Abwanderung von 150 auf knapp 80 Mitarbeiter halbiert, darunter auch Mitarbeiter des Studio West, deren Verträge großteils nicht verlängert wurden. Nach der Veröffentlichung von The Long Journey Home  wurden keine weiteren Produktionen im Studio West bekannt gegeben. Im Januar 2018 wurde dessen Sitz von Düsseldorf nach Wuppertal verlegt.
Die Neuausrichtung Daedalics auf Spiele außerhalb des Adventure-Genres wurde durch Abwanderung, unter anderem von Autoren wie Kevin Mentz und Matthias Kempke, sowie Entlassungen im kreativen Bereich verfestigt. Infolgedessen wurde The Devil’s Men eingestellt, ein Titel der bereits 2014 in Entwicklung und aufgrund der priorisierten Produktion von Die Säulen der Erde pausiert worden war. Im Februar 2018 eröffnete Daedalic Entertainment eine weitere Zweigstelle in München unter dem Namen Daedalic Entertainment Bavaria GmbH. Deren Geschäftsleitung übernahm Stephan Harms zusätzlich zu seiner Funktion als COO der Hauptgesellschaft. Studioleiter und Creative Director wurde Oliver Machek, einer der Gründer von Klonk Games UG (Shift Happens). Mit ihm wechselten auch die acht Klonk-Mitarbeiter geschlossen zu Daedalic. Als erstes Projekt kündigte das Studio ein neues Spiel von Daedalic-Mitgründer Jan Müller-Michaelis unter dem Namen Superlatent an, welches 2017 eine staatliche Förderung von 150.000 Euro erhalten hatte.
Im März 2019 kündigte Daedalic Entertainment ein Action-Adventure basierend auf der Buchlizenz von Der Herr der Ringe an, welches sich um die Figur des Gollum drehen und den Titel Der Herr der Ringe: Gollum tragen soll. Die Veröffentlichung war ursprünglich für 2021 geplant. Das veranlasste den Mutterkonzern Bastei Lübbe auch, die Suche nach einem Käufer oder Joint-Venture-Partner für Daedalic zunächst auszusetzen. Dieses letzte von Daedalic entwickelte Spiel wurde am 25. Mai 2023 veröffentlicht und erhielt überwiegend negative Kritiken.
Im Mai 2020 verkaufte Bastei Lübbe schließlich im Rahmen eines Management-Buy-outs 41 % der Aktienanteile an die beiden Geschäftsführer Carsten Fichtelmann und Stephan Harms und behielt lediglich eine Minderheitsbeteiligung von 10 % an Daedalic. Trotz eines von Bastei Lübbe ausgewiesenen Buchwertes von 4,9 Millionen Euro betrug der Kaufpreis dabei nur 410.000 Euro. Bis Ende 2020 wurden die Niederlassungen in München und Düsseldorf aufgelöst und im Januar 2021 die Tochtergesellschaften Daedalic Entertainment Studio West GmbH und Daedalic Entertainment Bavaria GmbH liquidiert.
Im Februar 2022 wurde Daedalic Entertainment für 53 Millionen Euro durch den französischen Publisher Nacon aufgekauft. Ende Juni 2023 gab Daedalic bekannt, dass die Entwicklungs-Abteilung in Hamburg geschlossen und man fortan nur noch als Publisher tätig sein werde.
Das ZDF-Format Game Two veröffentlichte im Oktober 2023 eine 40-minütige investigative Reportage zu den Hintergründen der Entwicklung von Gollum, für die es mit über 30 Beteiligten sprach, darunter Daedalic-Mitgründer Jan Baumann. Demnach sei die mehrjährige Entwicklung von niedrigen Löhnen, unvergüteten Überstunden (Crunch) und einer vergifteten Arbeitskultur geprägt gewesen. Die Reportage spricht von systemischen Problemen in der deutschen Spieleindustrie. Verantwortlich für den Niedergang von Daedalic sei eine veränderte Dynamik, nachdem das Studio an verschiedene Firmen verkauft wurde und seine kreative Unabhängigkeit verlor. Hinsichtlich des Spiels Gollum wurde angeführt, dass Daedalic versucht hat, einen AAA-Titel nach amerikanischem Vorbild mit nur einem Bruchteil des Personals zu entwickeln. An Gollum haben nur 85 Mitarbeiter entwickelt, während an anderen Titeln in der gleichen Klasse an die 200 Mitarbeiter beteiligt sind.

## Spiele

### Als Entwickler
- Edna bricht aus (2008)
- 1½ Ritter: Auf der Suche nach der hinreißenden Herzelinde (2008)
- The Whispered World (2009)
- Die Tudors (2009)
- Wolfgang Hohlbein: Der Inquisitor (2009)
- 20.000 Meilen unter dem Meer (2010)
- A New Beginning (2010)
- Finstere Liebschaft – Immortal Lovers (2010)
- Winterfest – Das Lernspiel (2010)
- Der verborgene Kontinent 2: Die Säule der Maya (2010)
- The Skillz (2010)
- The Chronicles of Shakespeare: Romeo & Julia (2010)
- Robin Hood: König der Gesetzlosen (2010)
- Ravensburger Puzzle (2010)
- Derrick: Mord im Blumenbeet (2010)
- Drachenwächter: Die Prophezeiung (2011)
- The Chronicles of Shakespeare: Ein Sommernachtstraum (2011)
- Harveys neue Augen (2011)
- Borgia (2011)
- Ravensburger Puzzle 2 (2011)
- Deponia (2012)
- Das Schwarze Auge: Satinavs Ketten (2012)
- Chaos auf Deponia (2012)
- The Night of the Rabbit (2013)
- Das Schwarze Auge: Memoria (2013)
- Goodbye Deponia (2013)
- Das Schwarze Auge: Blackguards (2014)
- 1954 Alcatraz (2014)
- Das Schwarze Auge: Blackguards 2 (2015)
- Anna’s Quest (mit Krams Design, 2015)
- Fire (2015)
- Deponia Doomsday (2016)
- Silence (2016)
- The Long Journey Home (2017)
- Die Säulen der Erde (2017)
- State of Mind (2018)
- A Year of Rain (Early Access 2019)
- Der Herr der Ringe: Gollum (2023)
- Surviving Deponia (voraussichtlich: 2025)

### Als Publisher
- Sinking Island: Mord im Paradies (2007)
- Ankh: Kampf der Götter (2007)
- Bone: Flucht aus Boneville (2008)
- Bone: Das große Kuhrennen (2008)
- Ankh: Der Fluch des Skarabäenkönigs (Nintendo DS, 2008)
- eXperience112 (2008)
- Machinarium (2009)
- Full Pipe (2010)
- Tale of a Hero (2010)
- Wallace & Gromit’s Grand Adventures (2010)
- Swords & Soldiers (2010)
- Tales of Monkey Island (2010)
- Strong Bad’s Cool Game for Attractive People (2010)
- CopaSocca (Facebook) (2011)
- My Free Farm (2011)
- Kapi Hospital (2011)
- Gemini Rue (2011)
- Sam & Max: Im Theater des Teufels (2011)
- Botanicula (2012)
- Face Noir (2012)
- Sherlock Holmes: Ultimate Collection (2012)
- Torchlight II (2012)
- Divinity: Dragon Commander (2013)
- Journey of a Roach (2013)
- Gomo (2013)
- Munin (2014)
- Divinity: Original Sin (2014)
- Randal’s Monday (2014)
- Bounty Train (2015)
- Decay: The Mare (2015)
- Dead Synchronicity: Tomorrow Comes Today (2015)
- Skyhill (2015)
- Stasis (2015)
- Valhalla Hills (2015)
- Holy Potatoes! A Weapon Shop?! (2015)
- Candle (2016)
- Caravan (2016)
- Crazy Machines 3 (2016)
- Oh My Gore! (2016)
- Mahjong VR (2016)
- Shooting Stars (2016)
- Shadow Tactics: Blades of the Shogun (2016)
- Holy Potatoes! We’re in Space?! (2017)
- The Franz Kafka Videogame (2017)
- Witch It (Early Access 2017)
- Holy Potatoes! What the Hell?! (2017)
- AER: Memories of Old (2017)
- Holy Potatoes! A Spy Story?! (2018)
- Intruders: Hide and Seek (2019)
- CryoFall (Early Access 2019)
- Barotrauma (Early Access 2019)
- Iratus: Lord of the Dead (Early Access 2019)
- The Great Perhaps (2019)
- Unrailed! (Early Access 2019)
- Felix the Reaper (2019)
- The Suicide of Rachel Foster (2020)
- Iron Danger (2020)
- Partisans 1941 (2020)
- Insurmountable (2021)
- Velone (2022)
- Godlike Burger (2022)
- Destroyer: The U-Boat Hunter (2023)
- Capes (2024)
- New Cycle (2024)
- Fling to the Finish (2024)
- Inkulinati (2024)
- REVEIL (2024)
- Edge of Sanity (2024)
- Potion Tycoon (2024)
- Wild Woods (2024)
- Yield! Fall of Rome (Early Access 2025)
- Into the Emberlands (2025)

## Auszeichnungen

### Als Studio
- Deutscher Entwicklerpreis 2009 (Studio of the Year)
- Deutscher Entwicklerpreis 2013 (Studio of the Year)

### Für einzelne Veröffentlichungen
Edna bricht aus:
- Deutscher Entwicklerpreis 2008 (Bestes deutsches Jugendspiel, Bestes deutsches Adventure)
- Lara-Award 2009 (LARA Kids Award)
- Adventure des Jahres 2008 (GameStar)
- Adventure des Jahres 2008 (4Players)
- Nominiert für Bestes PC-Spiel 2008 (Kindersoftwarepreis TOMMI)
- red dot design award: Best of the Best 2009 in der Kategorie "Digital Games"

The Whispered World:
- Deutscher Entwicklerpreis 2009 (Bestes deutsches Jugendspiel, Beste Story)
- Deutscher Computerspielpreis 2009 (Bestes Jugendspiel)

A New Beginning:
- Deutscher Entwicklerpreis 2010 (Bestes deutsches Jugendspiel, Beste Story, Bester Soundtrack)
- Deutscher Computerspielpreis 2011 (Bestes deutsches Spiel, Bestes Jugendspiel)

Winterfest – Das Lernspiel:
- Lara-Award 2010 (LARA Education Award)
- E-Learning-Wettbewerb EureleA 2011 (Beste Mediendidaktik)
- Serious Games Award 2011 (Serious Games Award Gold)

The Skillz:
- Serious Games Award 2010 (Serious Games Award Bronze)
- Deutscher Entwicklerpreis 2010 (Bestes deutsches Lernspiel)

Harveys neue Augen:
- Deutscher Entwicklerpreis 2011 (Bestes Adventure, Bestes Jugendspiel, Bestes Art Design)[25]
- Deutscher Computerspielpreis 2012 (Bestes Jugendspiel)

Living Stories – Das verlorene Herz:
- Deutscher Entwicklerpreis 2011 (Bestes Kinderspiel)

Chaos auf Deponia:
- Deutscher Computerspielpreis 2013 (Bestes deutsches Spiel)

Goodbye Deponia:
- Deutscher Entwicklerpreis 2013 (Bestes Adventure, Bester Sound, Beste Story)

FIRE:
- Deutscher Computerspielpreis 2015 (Bestes Kinderspiel)

The Long Journey Home:
- Deutscher Computerspielpreis 2018 (Beste Inszenierung)